# Ниссен-Стоун, Матья фон
Матья фон Ниссен-Стоун (англ. Matja von Niessen-Stone; 28 декабря 1870, Москва — 8 июня 1948, Нью-Йорк) — американская певица (меццо-сопрано).

## Биография
Родилась в семье немецкого архитектора Германа фон Ниссена, работавшего в России и построившего, в частности, Евангелическо-реформаторскую церковь в Малом Трёхсвятительском переулке, несколько богаделен в Сокольниках и др. Замужем с 1897 года за англичанином У. Э. Стоуном.
С шести лет с матерью жила в Германии, воспитывалась в частной школе в Веймаре. Начала заниматься музыкой в Дрездене у Адольфа Йенсена, затем училась вокалу в Берлине у Лилли Леман и снова в Дрездене у Аделины Пасхалис. Дебютировала в придворном концерте в Дрездене в 1890 году.
Гастролировала как концертная певица по Германии и Австро-Венгрии, выступала с оркестрами под руководством Макса Эрдмансдёрфера в Санкт-Петербурге и Василия Сафонова в Москве. C 1896 г. преподавала вокал в музыкальных классах Императорского Русского музыкального общества в Одессе, затем с 1901 года в Риге.
В 1905 году предприняла гастрольную поездку в Брюссель и Лондон, с 1906 года работала в США. Концертные программы фон Ниссен-Стоун отличались хронологической широтой в диапазоне от Доменико Скарлатти до Хуго Вольфа; кроме того, она могла петь на пяти языках. Критика приветствовала склонность певицы к обновлению и расширению репертуара, однако подчас сдержанно оценивала её вокальные и артистические данные.
В ноябре 1908 году дебютировала на сцене Метрополитен-опера и выступала до 1910 года, исполняя как вагнеровский репертуар, так и партии в операх Джузеппе Верди. Преподавала в Институте музыкальных искусств в Нью-Йорке (где среди её учеников была Мария Винецкая), затем заведовала отделением вокала в Филадельфийской академии музыки.